# Petrove, Ivanîci
Petrove (în ucraineană Петрове) este un sat în comuna Poromiv din raionul Ivanîci, regiunea Volînia, Ucraina.

## Demografie
Componența lingvistică a localității Petrove
     Ucraineană (99,58%)
     Alte limbi (0,42%)
Conform recensământului din 2001, majoritatea populației localității Petrove era vorbitoare de ucraineană (99,58%), existând în minoritate și vorbitori de alte limbi.